# Tambores en la noche

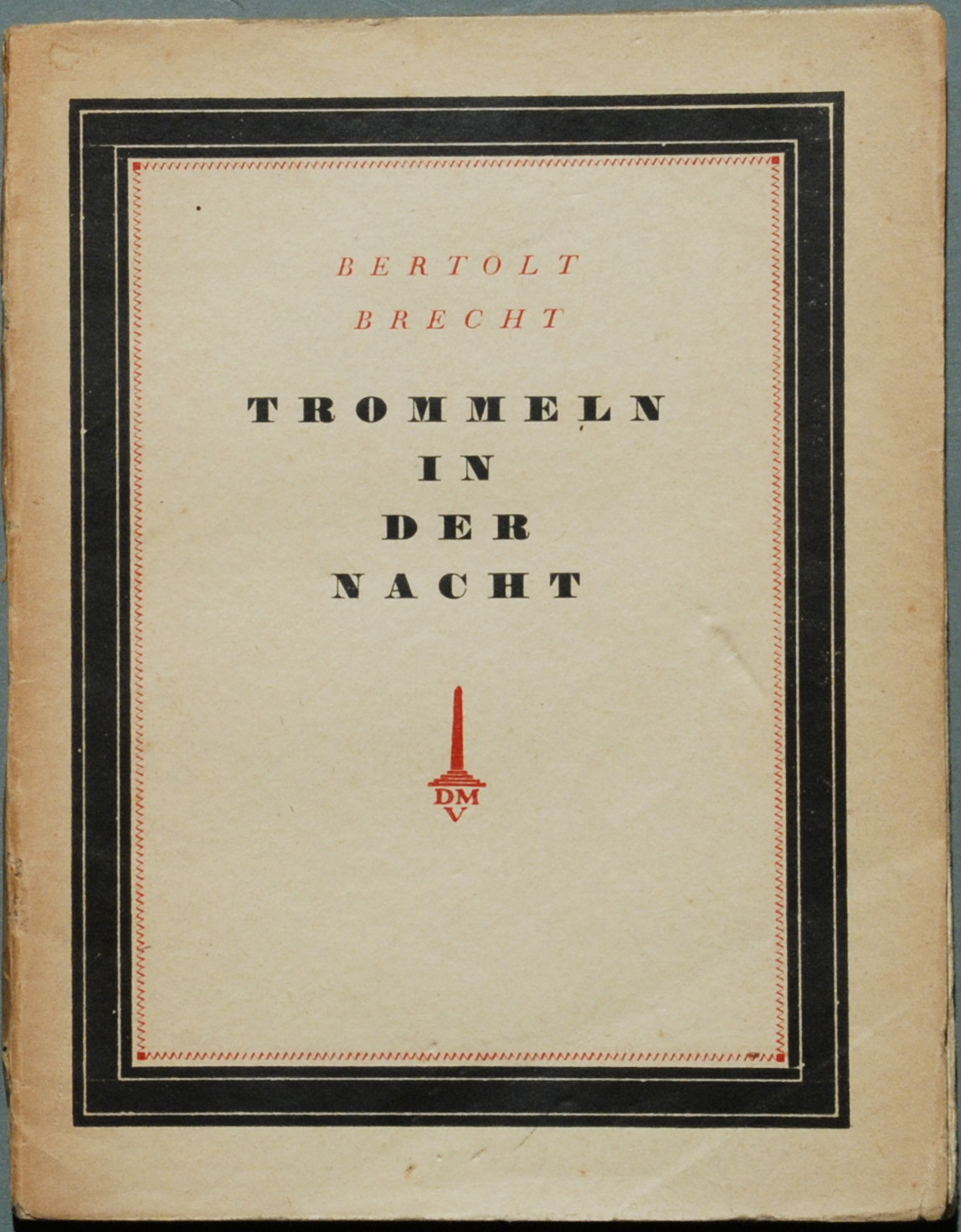
Portada de la edición original en alemán, 1922, 98 páginas

Tambores en la noche (en alemán, Trommeln in der Nacht) es una obra de teatro escrita por el poeta y dramaturgo alemán Bertolt Brecht en 1919 que fue puesta en escena por primera vez el 29 de septiembre de 1922 en el Teatro de Cámara de Múnich. La obra, además de señalar el inicio de la connotada carrera de Brecht, marcó también un hito en la historia de la literatura y el teatro alemán, desatando una gran polémica en la opinión pública debido a que su contenido giraba en torno a la problemática sociedad de la postguerra y a la insurrección en Alemania. Fue la primera obra de teatro que puso en escena los conflictos sociales no resueltos tras la Primera Guerra Mundial. Inicialmente, Brecht había titulado esta obra como Spartakus («Espartaco») para referir así directamente al Levantamiento Espartaquista de comienzos de 1919 en Berlín. Sin embargo, finalmente aceptó el consejo de llevarla a escena con un título menos teñido políticamente y optó entonces por Trommeln in der Nacht.

## Contexto en el que surge la obra
Brecht había escrito esta pieza dramática (primeramente tenía un carácter puramente dramático, luego sufrió sucesivas variaciones hacia la comedia) en 1919 en Augsburgo, su ciudad natal y donde en 1918 (es decir, en plena época de la Revolución de Noviembre) había participado política y sindicalmente como miembro del Consejo de Obreros y Soldados (en el así llamado Arbeiter- und Soldatenrat). Más tarde, Brecht se mudó a Múnich y comenzó a trabajar en 1920 en el Teatro de Cámara, que había sido fundado como pequeño teatro privado y que luego se había trasladado a un sitio más amplio, convirtiéndose en un importante teatro de vanguardia en Alemania. Brecht trabajó allí hasta que se trasladó a Berlín en 1924. 
En la sala del Teatro de Cámara de Múnich se estrenó la obra, bajo la dirección de Otto Falckenberg. Brecht nunca antes había llegado a poner en escena una obra de su autoría (su primera obra de teatro, Baal, fue escrita en 1918, pero se estrenó recién el 8 de diciembre de 1923, más de un año después que Tambores en la Noche) de modo que este primer éxito fue también la première absoluta de Brecht.
Aparte de desatar controversia, Brecht recibió también grandes elogios, entre los más notables cuenta la opinión del connotado crítico Hebert Ihring, quien llegó a decir que Brecht, con apenas 24 años de edad había transformado «de la noche a la mañana el rostro literario de Alemania» y abogó más tarde por la concesión del premio Kleist para el dramaturgo, otorgado principalmente por este aporte. Alfred Kerr, en cambio, se posicionó con una opinión muy crítica sobre Brecht, lo que dio lugar a una polémica entre ambos críticos y estudiosos del teatro de la época.
Los principales actores de este primer montaje de la obra en Múnich fueron Erwin Faber, Maria Koppenhöfer, Kurt Horwitz y Hans Leibelt.
En Berlín, la obra se presentó pocos meses después, estrenándose el 20 de diciembre de 1922, pero no obtuvo el éxito esperado y debió retirarse de la cartelera tras pocas semanas. Mas fue con ocasión de esta puesta en escena, durante las largas jornadas de ensayos, que Brecht conoció a quien más tarde se transformaría en su segunda esposa, la famosa actriz y directora del Berliner Ensemble, Helene Weigel.
La obra se presentó en los años siguientes en diversos países de Europa, en parte también bajo distintos títulos. En 1930 se puso en escena en Copenhague, en el Teatro de Per Knutzon bajo el título De Anarkist («El anarquista»), donde Ruth Berlau desempeñó el papel de la protagonista, Anna Balicke. Brecht tomó aquí por primera vez conocimiento de la existencia de Berlau, quien fue más tarde su amante y una de sus más estrechas colaboradoras.

## Argumento y trama
La trama de "Tambores en la noche" transcurre a comienzos de 1919 en Berlín y gira en torno al amor fallido por la guerra. Narra la historia de un veterano de guerra, Andreas Kragler, quien retorna a su hogar después de haber estado desaparecido durante cuatro años y haber sido prisionero de guerra en la Primera Guerra Mundial en África. Tras cuatro años sin noticias de su suerte, su prometida y familia le habían dado por muerto. A su regreso se encuentra con una situación completamente diferente a la que había dejado. La guerra se ha perdido y los tiempos son muy inseguros económicamente, muchas personas sufren grandes miserias, mientras hay quienes han lucrado de los negocios de guerra y victoriosos acceden a sus nuevas riquezas. La antigua prometida de Kragler, Anna Balicke, tiene ahora un nuevo pretendiente, Murk, y bajo la fuerte presión de su padre, está accediendo a comprometerse con él. Se trata justamente de uno de estos comerciantes que se han enriquecido durante la guerra. Anna está embarazada y su nuevo novio le ofrece la seguridad, el bienestar y la protección que su familia opina que necesita. Pero en medio de este drama individual en la esfera de lo privado, en la ciudad estallan grandes protestas masivas y se desarrollan importantes movimientos sociales. Kragler — quien ya no tiene hogar, trabajo, ni perspectivas — decide unirse a los insurrectos. Anna, resistiendo a las tentaciones materiales de una vida tranquila y segura, deja a Murk, retoma la relación con Andreas y se une también al levantamiento popular, pero esto será solo por breve tiempo, porque en un momento tienen que optar entre su compromiso con la revolución y el amor. El desenlace de la historia es que los amantes deciden huir juntos.
La época histórica que la obra dramática ilustra es la del levantamiento espartaquista de comienzos de enero de 1919, cuando se produjo en Berlín un estallido de protestas sociales y disturbios que tomaron un carácter insurreccional, los que pronto fueron ahogados de manera represiva y sangrienta. Pero en marzo de 1919 resurgió el movimiento y por resolución de los consejos de trabajadores berlineses se convocó a una huelga general el 3 de marzo de 1919. Los espartaquistas llamaban a derrocar al gobierno bajo la consigna: «¡Todo el poder a los consejos de trabajadores!» En este levantamiento murieron cerca de 1200 personas. El gobierno declaró el estado de sitio y actuó con una brutal severidad en contra de los obreros movilizados, derrotando definitivamente a la insurrección.

## Personajes y actores
Papeles principales
- Andreas Kragler: Veterano de la Primera Guerra Mundial que regresa tras cuatro años de prisión.
- Anna Balicke: Antigua novia de Kragler, a su regreso está espera un hijo de otro hombre, a quien ha sido prometida por su padre en matrimonio.
- Karl Balicke: Padre de Anna, un hábil comerciante sin demasiados escrúpulos.
- Friedrck Murk: Dueño de una fábrica y nuevo pretendiente de Anna, con quien su padre quiere casarla.

Actores de la premier en Múnich
- Andreas Kragler: Erwin Faber (1891-1989)
- Anna Balicke: Wilhelmine They
- Karl Balicke: Felix Gluth
- Friedrck Murk:Hans Leibeit (1885-1974)
- Amalie Balicke: Else Kündinger
- Babusch, periodista: Otto Stoeckel (1873-1958)
- Glubb, un destilador: Max Schreck (1879-1936)
- Piccadilly-Manke (camarero de Bar): Kurt Horwitz (1897-1974)
- Zibeben-Manke (su hermano, también camarero):Kurt Horwitz (1897-1974)
- Una mujer del diario: Maria Koppenhöfer (1901-1948)
- Carmen: Elli Nérac
- Marie:Annemarie Hase (1900-1971)
- Un hombre borracho: Hugo Welle
- Un vendedor de diarios: Boris Schirmann
- Laar, un campesino: Christian Friedrich Kayßler (también Kayssler) (1898-1944)

Una muchacha (criada): Ilse Bachmann

## Aporte a la historia del teatro
Con esta obra, Brecht realizó innovaciones importantes que la historia de la literatura y del teatro ha recogido. Trabajó con técnicas antiilusionistas, inauguró el estilo conocido como de «distanciación» o «distanciamiento» y enriqueció el lenguaje dramático con elementos del teatro popular. Trascendió tanto al teatro de los naturalistas — aún muy en boga por aquella época y que se orientaba a representar la vida cotidiana sobre el escenario — como también al del expresionismo, yendo más allá de este último en cuanto a realismo y actualidad, para fundar una nueva escuela en teatro, el teatro épico (también conocido como teatro dialéctico), que se caracteriza por su contenido profundamente político.

## Recepción en España
Esta obra se conoció muy tardíamente en España. La premier en Madrid se realizó recién en 1954, es decir más de treinta años después de su estreno en Múnich. Aunque es un hecho que — más allá del círculo de países de habla alemana — la fama del teatro brechtiano se propagó en Europa recién tras la gira del Berliner Ensemble, lo cierto es que en Francia o en Dinamarca la obra se tradujo y estrenó bastante antes que en España. El retraso sumó tantas décadas en gran parte debido a la censura impuesta por el régimen de Franco y a la obvia falta de simpatía de la dictadura franquista hacia un dramaturgo de las ideas políticas de Brecht, particularmente tratándose de la temática insurreccional que se aborda en Tambores en la noche.